# Де ти був, Одіссею?
«Де ти був, Одіссею?» (рос. «Где ты был, Одиссей?») — український радянський трисерійний художній фільм, знятий в 1978 році режисером Тимуром Золоєвим.

## Сюжет
Фільм знятий за мотивами повісті Олексія Азарова «Дорога до Зевса». Він розповідає про дії радянської розвідки за часів Великої Вітчизняної війни.
1944 рік. Радянський розвідник, який діє під ім'ям французького комерсанта Огюста Птіжана, випадково (зіткнувся з патрулем після отримання забороненої валюти) потрапляє в гестапо; вони, в свою чергу, приймають його за англійського шпигуна.
Завдяки цьому розвідник отримує можливість встановити контакти з високими чинами гестапо і абверу, які розуміють неминучість розгрому гітлерівської армії і пробують налагодити зв'язок з розвідками країн, що входять до антигітлерівської коаліції…

## У ролях
- Донатас Баніоніс — «Одіссей», він же Птіжан, він же Леман, радянський розвідник
- Анатолій Ромашин —  Карл Ерліх, штурмбанфюрер СС
- Ірина Терещенко —  Лотта Больц, шарфюрер СС
- Георгій Дрозд —  Фогель, обершарфюрер СС
- Лев Перфілов —  Гаук, доктор
- Карліс Себріс —  Цоллер, штандартенфюрер СС (гестапо)
- Віктор Маляревич —  Люк, радянський радист
- Ервін Кнаусмюллер —  фон Арвід
- Петро Кудлай —  штандартенфюрер СС
- Олександр Лазарєв —  граф фон Варбург Троттенвальц, бригадефюрер СС
- Ліля Максименко —  дама в вуалетці
- Ігор Класс —  Тіле
- Володимир Наумцев —  комендант в'язниці
- Юрій Орлов —  оберштурмфюрер СС
- Семен Крупник —  бармен
- Інга Третьякова —  дівчина, яка купувала квіти
- Валерій Чумічов —  епізод
- Ніна Реус

## Знімальна група
- Автор сценарію: Олексій Азаров
- Режисер-постановник: Тимур Золоєв
- Оператор-постановник: Віктор Кромас
- Композитор: Ісаак Шварц
- Художник-постановник: Наталя Ієвлева (в титрах — Єфімова)
- Майстер світла: Валерій Логвинов
- Редактори: Неллі Некрасова, Г. Тетеріна
- Директор фільму: Михайло Бялий